# Львівська обласна рада депутатів трудящих XI скликання
Львівська обласна рада депутатів трудящих одинадцятого скликання — представничий орган Львівської області у 1967—1969 роках.
Нижче наведено список депутатів Львівської обласної ради 11-го скликання, обраних 12 березня 1967 року в загальних та особливих округах. Всього до Львівської обласної ради 11-го скликання було обрано 242 депутати.
| Прізвище, ім'я, по-батькові         | Місто чи район           | Виборчий округ                | Посада | Примітки             |
| ----------------------------------- | ------------------------ | ----------------------------- | --- | -------------------- |
| Андрушко Орест Дмитрович            | Старосамбірський район   | Нижанковицький № 206          | директор радгоспу «Нижанковицький» села Міженець Старосамбірського р-ну                                                                  |                      |
| Анищик Георгій Степанович           | особливий округ          |                               | 1-й заступник командувача військ Прикарпатського військового округу, генерал-лейтенант танкових військ                                   |                      |
| Антоненко Борис Тихонович           | Нестеровський район      | Куликівський № 150            | прокурор Львівської області |                      |
| Антонова Віра Степанівна            | Сокальський район        | Тартаківський № 201           | лікар Тартаківської лікарні Сокальського р-ну                                                                                            |                      |
| Арендарчук Ольга Миколаївна         | Жидачівський район       | Бережницький № 106            | телятниця колгоспу «Радянська Україна» села Бережниця Жидачівського р-ну                                                                 |                      |
| Бадзюк Олександр Іванович           | Миколаївський район      | Розвадівський № 137           | голова Миколаївського райвиконкому |                      |
| Байкалова Віра Іванівна             | Бродівський район        | Бродівський № 77              | робітниця Бродівського філіалу Львівської швейної фірми «Маяк»                                                                           |                      |
| Барбадин Ганна Іванівна             | Пустомитівський район    | Оброшинський № 169            | доярка господарства Науково-дослідного інституту землеробства і тваринництва західних районів УРСР у селі Оброшине Пустомитівського р-ну |                      |
| Бєлов Аркадій Єгорович              | місто Львів              | Залізничний № 23              | водій Львівського автотранспортного підприємства № 13122                                                                                 |                      |
| Бибик Ганна Дмитрівна               | Стрийський район         | Завадівський № 217            | свинарка колгоспу імені Івана Франка села Завадів Стрийського р-ну                                                                       |                      |
| Биків Яків Андрійович               | Дрогобицький район       | Добрівлянівський № 97         | бригадир рільничої бригади колгоспу імені Жданова села Грушів Дрогобицького р-ну                                                         |                      |
| Богданова Тамара Дмитрівна          | Яворівський район        | Немирівський № 230            | вчителька Немирівської середньої школи Яворівського р-ну                                                                                 |                      |
| Богданович Григорій Йосипович       | місто Львів              | Залізничний № 20              | начальник управління Львівської залізниці                                                                                                |                      |
| Богоніс Григорій Іванович           | Самбірський район        | Чайковицький № 186            | голова колгоспу «Прогрес» села Чайковичі Самбірського р-ну                                                                               |                      |
| Бойко Емануїл Іванович              | Буський район            | Чанизький № 88                | тракторист колгоспу імені Калініна села Гумниська Буського р-ну                                                                          |                      |
| Бойко Іван Йосипович                | місто Львів              | Шевченківський № 38           | бригадир монтажників тресту будівельного управління № 13 «Львівпромбуд»                                                                  |                      |
| Болюбаш Ярослава Михайлівна         | місто Львів              | Залізничний № 26              | токар Львівського заводу автонавантажувачів                                                                                              |                      |
| Бондар Павло Степанович             | Самбірський район        | Ралівський № 184              | голова Самбірського райвиконкому |                      |
| Бульба Григорій Савич               | місто Дрогобич           | Дрогобицький № 57             | голова Дрогобицького міськвиконкому |                      |
| Бучинський Володимир Степанович     | місто Львів              | Залізничний № 19              | майстер вагонного депо залізничної станції Клепарів Львівської залізниці                                                                 |                      |
| Василів Стефанія Василівна          | Радехівський район       | Нововитківський № 177         | ланкова колгоспу імені Богдана Хмельницького села Корчин Радехівського р-ну                                                              |                      |
| Веселовська Мирослава Іванівна      | Буський район            | Олеський № 86                 | ланкова колгоспу «Вільне життя» села Ожидів Буського р-ну                                                                                |                      |
| Видай Катерина Миколаївна           | Кам'янсько-Бузький район | Батятичівський № 125          | агроном колгоспу імені Івана Франка села Батятичі Кам'янсько-Бузького району                                                             |                      |
| Вировець Євген Тихонович            | Турківський район        | Лімнянський № 223             | голова Турківського райвиконкому |                      |
| Візний Володимир Йосипович          | Перемишлянський район    | Вовківський № 160             | зоотехнік колгоспу «Росія» села Костенів Перемишлянського р-ну                                                                           |                      |
| Вітошинський Ярослав Дем'янович     | Пустомитівський район    | Пустомитівський № 170         | начальник Львівського обласного управління культури                                                                                      |                      |
| Віхрак Марія Іллівна                | Самбірський район        | Воле-Баранецький № 182        | свинарка колгоспу «Перемога» села Верхівці Самбірського р-ну                                                                             |                      |
| Вовк Михайло Васильович             | місто Львів              | Залізничний № 32              | слюсар вагонного депо станції Львів Львівської залізниці                                                                                 |                      |
| Вороненко Григорій Васильович       | Дрогобицький район       | Підбузький № 102              | голова Львівського обласного об'єднання «Сільгосптехніка»                                                                                |                      |
| Воскобійник Таїсія Петрівна         | місто Львів              | Ленінський № 5                | завідувачка навчальної частини середньої школи № 4 міста Львова                                                                          |                      |
| Гаврилюк Антон Маркович             | місто Львів              | Ленінський № 6                | машиніст бульдозера Львівського управління механізації № 538 тресту «Промхімсантехмонтаж»                                                |                      |
| Гавришко Іван Михайлович            | Миколаївський район      | Миколаївський № 134           | слюсар Миколаївського цементно-гірничого комбінату                                                                                       |                      |
| Гапон Степан Григорович             | місто Червоноград        | Червоноградський № 71         | бригадир прохідників Червоноградського шахтобудівного управління № 4 тресту «Укрособвуглемонтаж»                                         |                      |
| Гафтанюк Костянтин Тимофійович      | Сколівський район        | Славський № 191               | начальник Львівського обласного управління лісового господарства і лісозаготівель                                                        |                      |
| Гіщак Степанія Степанівна           | Жидачівський район       | Журавненський № 112           | вчителька Журавненської середньої школи Жидачівського р-ну                                                                               |                      |
| Гнидюк Микола Якимович              | Турківський район        | Комарницький № 222            | заступник голови Львівського облвиконкому                                                                                                |                      |
| Говядін Микола Фадійович            | Бродівський район        | Підкамінський № 81            | голова Бродівського райвиконкому |                      |
| Головач Семен Антонович             | місто Самбір             | Самбірський № 62              | видувальник Самбірського філіалу Львівської склофірми «Райдуга»                                                                          |                      |
| Гонтаревська Галина Петрівна        | Сколівський район        | Сколівський № 190             | лікар Сколівської районної лікарні |                      |
| Гонтаренко Василь Іванович          | Сокальський район        | Угнівський № 202              | голова Сокальського райвиконкому |                      |
| Горний Іван Лук'янович              | Старосамбірський район   | Головецьківський № 203        | тракторист Калінінського відділка радгоспу «Стрілківський» Старосамбірського р-ну                                                        |                      |
| Грузинов Микола Васильович          | Нестеровський район      | Новоскварявський № 155        | голова Нестеровського райвиконкому |                      |
| Гудз Степанія Григорівна            | місто Львів              | Шевченківський № 45           | закрійниця Львівської взуттєвої фірми «Прогрес»                                                                                          |                      |
| Гулька Анастасія Іванівна           | Перемишлянський район    | Болотнянський № 159           | ланкова колгоспу імені Жданова села Болотня Перемишлянського р-ну                                                                        |                      |
| Гуляницький Анатолій Олександрович  | місто Львів              | Ленінський № 13               | директор Львівського проектно-конструкторського технологічного інституту                                                                 |                      |
| Гуменюк Софія Григорівна            | Золочівський район       | Поморянський № 122            | ланкова колгоспу «Зоря» селища Поморяни Золочівського р-ну                                                                               |                      |
| Гургаль Володимир Йосипович         | місто Львів              | Шевченківський № 46           | майстер Львівського заводу алмазних інструментів                                                                                         |                      |
| Деменко Алла Іванівна               | місто Стрий              | Стрийський № 67               | лікар Стрийської міської лікарні |                      |
| Денисенко Григорій Іванович         | місто Львів              | Залізничний № 24              | ректор Львівського політехнічного інституту                                                                                              |                      |
| Джугало Володимир Федорович         | місто Львів              | Ленінський № 18               | заступник голови Львівського облвиконкому                                                                                                |                      |
| Діденко Іван Олексійович            | особливий округ          |                               | заступник командувача військ Прикарпатського військового округу                                                                          |                      |
| Дмитрик Романа Михайлівна           | місто Львів              | Шевченківський № 52           | робітниця Львівської бавовнопрядильної фабрики                                                                                           |                      |
| Дмитрук Тетяна Панасівна            | місто Львів              | Залізничний № 31              | фрезерувальниця Львівського заводу «Львівсільмаш»                                                                                        |                      |
| Додачко Федір Андрійович            | Старосамбірський район   | Старосамбірський № 208        | голова Старосамбірського райвиконкому |                      |
| Доценко Надія Петрівна              | місто Львів              | Ленінський № 17               | артистка Львівського театру імені Марії Заньковецької                                                                                    |                      |
| Дубик Михайло Васильович            | місто Дрогобич           | Дрогобицький № 59             | бригадир малярів Дрогобицького будівельного управління № 41                                                                              |                      |
| Дудикевич Богдан Корнилович         | місто Львів              | Ленінський № 16               | директор Львівського філіалу Центрального музею В.І.Леніна                                                                               |                      |
| Дьорка Єва Григорівна               | Сколівський район        | Тухольківський № 192          | робітниця Жупанівського відділення радгоспу «Верховина» села Жупани Сколівського р-ну                                                    |                      |
| Дяченко Онисія Іванівна             | Радехівський район       | Радехівський № 178            | вчителька Радехівської середньої школи                                                                                                   |                      |
| Жагаляк Марія Василівна             | Старосамбірський район   | Новоміський № 207             | головний лікар Новоміської дільничної лікарні Старосамбірського р-ну                                                                     |                      |
| Жемелко Катерина Іванівна           | Мостиський район         | Шегинівський № 146            | доярка колгоспу «Перемога» села Баличі Мостиського р-ну                                                                                  |                      |
| Завадка Йосип Федорович             | місто Львів              | Ленінський № 1                | інженер Львівського обласного відділу в справах будівництва і архітектури                                                                |                      |
| Загорський Степан Матвійович        | місто Червоноград        | Гірницький № 74               | бригадир прохідників шахти № 4 «Великомостівська» тресту «Червоноградвугілля»                                                            |                      |
| Задвірний Гнат Пилипович            | Золочівський район       | Почапівський № 123            | директор Скварявської середньої школи Золочівського р-ну                                                                                 |                      |
| Закрой Георгій Гаврилович           | місто Дрогобич           | Дрогобицький № 56             | 1-й секретар Дрогобицького міськкому КПУ                                                                                                 |                      |
| Звисло Михайло Васильович           | місто Львів              | Шевченківський № 48           | робітник головного підприємства Львівської шкіряної фірми «Світанок»                                                                     | помер 14.01.1969     |
| Зеліско Роман Іванович              | Буський район            | Соколівський № 87             | тракторист колгоспу «Зірка» села Тур’я Буського р-ну                                                                                     |                      |
| Зеркалов Євген Васильович           | Яворівський район        | Шклівський № 233              | машиніст крокуючого екскаватора Яворівського гірничо-хімічного комбінату                                                                 |                      |
| Іващенко Анатолій Степанович        | Перемишлянський район    | Чемеринецький № 164           | голова Перемишлянського райвиконкому |                      |
| Ігнатенко Євгенія Василівна         | місто Львів              | Залізничний № 37              | майстер Львівського заводу «Львівприлад»                                                                                                 |                      |
| Кадельчук Іван Капітонович          | Городоцький район        | Березецький № 89              | голова колгоспу «Нове життя» села Березець Городоцького р-ну                                                                             |                      |
| Калитенко Ніна Микитівна            | Городоцький район        | Городоцький № 91              | швея Городоцького філіалу швейної фабрики Львівської швейної фірми «Весна»                                                               |                      |
| Калитчак Ганна Миколаївна           | Стрийський район         | Яблунівський № 218            | ланкова колгоспу «Прогрес» села Яблунівка Стрийського р-ну                                                                               |                      |
| Калушко Зінаїда Василівна           | Турківський район        | Турківський № 224             | агроном колгоспу імені Кірова села Вовче Турківського р-ну                                                                               |                      |
| Калюжний Микола Федорович           | Дрогобицький район       | Лішнянський № 99              | голова Дрогобицького райвиконкому |                      |
| Карачевцев Олексій Павлович         | Мостиський район         | Твіржанський № 144            | голова Мостиського райвиконкому |                      |
| Касюхнич Володимир Васильович       | Сколівський район        | Козівський № 188              | 1-й секретар Сколівського райкому КПУ |                      |
| Кащин Марія Василівна               | Жидачівський район       | Вербицький № 108              | ланкова колгоспу імені ХХІІ з'їзду КПРС села Вербиця Жидачівського р-ну                                                                  |                      |
| Кириченко Микола Власович           | особливий округ          |                               | 1-й заступник начальника Політуправління Прикарпатського військового округу, генерал-майор                                               |                      |
| Климчук Марія Марківна              | Радехівський район       | Лопатинський № 175            | доярка колгоспу імені Радянської Армії селища Лопатин Радехівського р-ну                                                                 |                      |
| Коваль Василь Михайлович            | місто Дрогобич           | Стебницький № 61              | бурильник-підривник рудника № 1 Стебницького калійного комбінату                                                                         |                      |
| Коваль Ганна Миколаївна             | Радехівський район       | Вузлівський № 174             | голова Радехівського райвиконкому |                      |
| Коваль Мар'ян Степанович (Стахович) | Нестеровський район      | Нестеровський № 154           | склодув Нестеровського філіалу Львівської склофірми «Райдуга»                                                                            |                      |
| Когут Зіновія Іванівна              | місто Львів              | Залізничний № 25              | технік-технолог Львівської фабрики паперово-білових виробів                                                                              |                      |
| Козиренко Микола Дмитрович          | Буський район            | Красненський № 84             | голова Буського райвиконкому |                      |
| Колотило Микола Васильович          | Дрогобицький район       | Солонський № 104              | бригадир тракторної бригади колгоспу імені Леніна села Солонське Дрогобицького р-ну                                                      |                      |
| Корецький Василь Степанович         | Дрогобицький район       | Ясенице-Сільнянський № 105    | начальник Дрогобицького районного виробничого управління сільського господарства                                                         |                      |
| Корольова Таїса Василівна           | Миколаївський район      | Новороздольський № 135        | флотатор збагачувальної фабрики Роздольського гірничо-хімічного комбінату Миколаївського р-ну                                            |                      |
| Коротченко Олександр Дем'янович     | особливий округ          |                               | командувач 28-го корпусу протиповітряної оборони СРСР, генерал-майор авіації                                                             |                      |
| Косован Олександра Прокопівна       | місто Борислав           | Бориславський № 55            | голова Бориславського міськвиконкому |                      |
| Котик Богдан Дмитрович              | Яворівський район        | Нагачівський № 229            | 1-й секретар Львівського обкому ЛКСМУ |                      |
| Котик Ганна Миколаївна              | Стрийський район         | Долішненський № 216           | доярка колгоспу «Зоря комунізму» села Верхня Луковиця Стрийського р-ну                                                                   |                      |
| Котик Ганна Онупріївна              | місто Львів              | Ленінський № 11               | робітниця Львівського інструментально-механічного заводу                                                                                 |                      |
| Кравцова Катерина Ігорівна          | Сокальський район        | Сокальський № 199             | бригадир будівельного управління № 34 Сокальського району                                                                                |                      |
| Крайненко Іван Семенович            | Городоцький район        | Комарнівський № 94            | голова Городоцького райвиконкому |                      |
| Кривуляк Іван Франкович             | Кам'янсько-Бузький район | Кам'янсько-Бузький № 128      | головний лікар Кам'янсько-Бузької районної лікарні                                                                                       |                      |
| Крюков Микола Петрович              | Яворівський район        | Прилбичівський № 231          | голова Яворівського райвиконкому |                      |
| Кузбит Розалія Миколаївна           | Самбірський район        | Бабинський № 179              | ланкова колгоспу імені Кірова села Бабине Самбірського р-ну                                                                              |                      |
| Кузнецов Костянтин Дмитрович        | Пустомитівський район    | Верхньобілківський № 166      | завідувач Львівського обласного фінансового відділу                                                                                      |                      |
| Кузь Василь Григорович              | місто Львів              | Ленінський № 4                | бригадир будівельного управління № 55 тресту «Львівжитлобуд»                                                                             |                      |
| Кулик Василь Іванович               | Жидачівський район       | Бориницький № 107             | агроном колгоспу «Росія» села Дев'ятники Жидачівського р-ну                                                                              |                      |
| Курант Володимира Романівна         | Мостиський район         | Пнікутський № 142             | телятниця радгоспу «Крукеницький» села Пнікут Мостиського р-ну                                                                           |                      |
| Куцевол Василь Степанович           | Буський район            | Буський № 83                  | 1-й секретар Львівського обкому КПУ |                      |
| Кушнєрова Олександра Василівна      | Золочівський район       | Куровичівський № 120          | секретар Львівського облвиконкому |                      |
| Лапшин Микола Павлович              | місто Стрий              | Стрийський № 69               | голова Стрийського міськвиконкому |                      |
| Лех Емілія Якубівна                 | Бродівський район        | Лешнівський № 79              | ланкова колгоспу імені Леніна села Комарівка Бродівського р-ну                                                                           |                      |
| Лилик Володимир Омелянович          | місто Львів              | Залізничний № 22              | котельник Львівського паровозо-вагоноремонтного заводу                                                                                   |                      |
| Липова Дарія Павлівна               | Жидачівський район       | Новострілищанський № 113      | зоотехнік колгоспу імені Радянської Армії села Баківці Жидачівського р-ну                                                                |                      |
| Лінник Зоя Архипівна                | Самбірський район        | Вільшаницький № 181           | голова Львівської обласної планової комісії                                                                                              |                      |
| Лукасевич Михайло Титович           | місто Стрий              | Стрийський № 66               | слюсар Стрийського заводу «Металіст» |                      |
| Луник Микола Павлович               | Нестеровський район      | Малехівський № 153            | голова правління Львівської облспоживспілки                                                                                              |                      |
| Луцюк Іван Никифорович              | Золочівський район       | Підлипецький № 121            | голова Золочівського райвиконкому |                      |
| Лучит Катерина Михайлівна           | Городоцький район        | Родатичівський № 96           | ланкова колгоспу імені Чапаєва села Долиняни Городоцького р-ну                                                                           |                      |
| Лучко Михайло Прокопович            | місто Львів              | Шевченківський № 43           | робітник Львівського інструментального заводу                                                                                            |                      |
| Лях Віра Тимофіївна                 | місто Борислав           | Бориславський № 53            | швея Бориславського філіалу Дрогобицької швейної фірми «Зоря»                                                                            |                      |
| Мазур Володимир Степанович          | Стрийський район         | Дашавський № 214              | голова правління Львівського облміжколгоспбуду                                                                                           | помер 28.04.1968     |
| Мазуренко Володимир Іванович        | місто Стрий              | Стрийський № 68               | машиніст Стрийського локомотивного депо Львівської залізниці                                                                             |                      |
| Мазурова Єлизавета Василівна        | місто Львів              | Шевченківський № 50           | швея головного підприємства Львівської швейної фірми «Маяк»                                                                              |                      |
| Максимів Іванна Семенівна           | Бродівський район        | Пеняківський № 80             | доярка колгоспу імені Жовтневої революції села Батьків Бродівського р-ну                                                                 |                      |
| Манастирський Роман Ярославович     | Мостиський район         | Вовчищовицький № 139          | завідувач Львівського обласного відділу охорони здоров'я                                                                                 |                      |
| Марченко Іван Семенович             | місто Львів              | Залізничний № 36              | головний інженер Львівського заводу кінескопів                                                                                           |                      |
| Матвійцова Марія Тарасівна          | Перемишлянський район    | Стрілківський № 163           | бригадир рільничої бригади колгоспу імені Щорса села Романів Перемишлянського р-ну                                                       |                      |
| Махоньок Тимофій Андрійович         | Сокальський район        | Белзький № 193                | 1-й секретар Сокальського райкому КПУ |                      |
| Мац Михайло Іванович                | Золочівський район       | Золочівський № 119            | майстер Золочівської швейної фабрики |                      |
| Медвідь Антон Антонович             | Старосамбірський район   | Хирівський № 212              | тракторист колгоспу імені Івана Франка села Старява Старосамбірського р-ну                                                               |                      |
| Милян Володимир Павлович            | місто Львів              | Шевченківський № 39           | слюсар-складальник Львівського конвейєробудівного заводу                                                                                 |                      |
| Миронова Марія Леонтіївна           | місто Львів              | Ленінський № 9                | телефоністка Львівського поштамту |                      |
| Мисюра Катерина Мартинівна          | Нестеровський район      | Деревнянський № 148           | ланкова колгоспу «Вільна Україна» села Деревня Нестеровського р-ну                                                                       |                      |
| Мікоян Олексій Анастасович          | особливий округ          |                               | командувач 14-ї повітряної армії Прикарпатського військового округу, генерал-майор авіації                                               |                      |
| Міцкан Василь Степанович            | Сокальський район        | Правдівський № 197            | голова Трудолюбівської сільської ради Сокальського р-ну                                                                                  |                      |
| Мокра Марія Михайлівна              | Золочівський район       | Ясеновецький № 124            | голова Великовільшаницької сільської ради Золочівського р-ну                                                                             |                      |
| Москаленко Степан Якович            | Городоцький район        | Градівський № 92              | бригадир колгоспу імені Свердлова села Коропуж Городоцького р-ну                                                                         |                      |
| Муховський Роман Якович             | місто Львів              | Шевченківський № 41           | майстер Львівського заводу газової апаратури                                                                                             |                      |
| Назарчук Василь Павлович            | Жидачівський район       | Жирівський № 111              | голова Жидачівського райвиконкому |                      |
| Нетреба Яніна Станіславівна         | місто Львів              | Ленінський № 14               | робітниця Львівського кахельного заводу                                                                                                  |                      |
| Новак Ольга Данилівна               | Золочівський район       | Глинянський № 116             | телятниця колгоспу імені Шевченка селища Глиняни Золочівського р-ну                                                                      |                      |
| Новак Терентій Федорович            | місто Львів              | Залізничний № 21              | заступник голови Львівського міськвиконкому                                                                                              |                      |
| Овчаренко Михайло Микитович         | місто Львів              | Залізничний № 28              | начальник Львівського обласного статистичного управління                                                                                 | помер 29.10.1967     |
| Окіпський Іван Михайлович           | місто Львів              | Ленінський № 15               | слюсар Львівського домобудівного комбінату тресту «Львівжитлобуд»                                                                        |                      |
| Олещук Варвара Дмитрівна            | місто Львів              | Ленінський № 2                | майстер Львівської фабрики індпошиву і ремонту одягу                                                                                     |                      |
| Оліщук Петро Григорович             | Сокальський район        | Стенятинський № 200           | голова колгоспу імені Калініна села Ільковичі Сокальського р-ну                                                                          |                      |
| Онищак Галина Павлівна              | Пустомитівський район    | Борщовицький № 165            | парниковод радгоспу «Жовтневий» села Лисиничі Пустомитівського р-ну                                                                      |                      |
| Остапенко Андрій Маркіянович        | Нестеровський район      | Рава-Руський № 157            | 1-й секретар Нестеровського райкому КПУ                                                                                                  |                      |
| Павленко Марія Панасівна            | місто Самбір             | Самбірський № 63              | голова Самбірського міськвиконкому |                      |
| Павлик Ганна Григорівна             | Турківський район        | Завадівський № 220            | ланкова колгоспу імені Маяковського села Завадівка Турківського р-ну                                                                     |                      |
| Павлів Євген Іванович               | Бродівський район        | Заболотцівський № 78          | комбайнер колгоспу «Правда» села Пониковиця Бродівського р-ну                                                                            |                      |
| Павлів Петро Іванович               | місто Львів              | Ленінський № 12               | слюсар складального цеху Львівського автобусного заводу                                                                                  |                      |
| Панаріна Пелагія Федорівна          | Нестеровський район      | Липницький № 151              | зоотехнік колгоспу імені Чапаєва села Липник Нестеровського району                                                                       |                      |
| Панков Анатолій Олексійович         | місто Трускавець         | Трускавецький № 70            | голова Трускавецького міськвиконкому |                      |
| Пелехатий Дем'ян Кузьмич            | місто Львів              | Ленінський № 10               | головний диригент Львівської обласної філармонії                                                                                         |                      |
| Петров Іван Миколайович             | Жидачівський район       | Жидачівський № 110            | бригадир електриків Жидачівського картонно-паперового комбінату                                                                          |                      |
| Петрусенко Микола Никифорович       | Городоцький район        | Мшанський № 95                | завідувач Львівського обласного відділу народної освіти                                                                                  |                      |
| Петрушко Владислав Іванович         | Сокальський район        | Великомостівський № 194       | заступник голови Львівського облвиконкому                                                                                                |                      |
| Пицюра Дмитро Іванович              | Городоцький район        | Великолюбінський № 90         | голова Львівської обласної ради професійних спілок                                                                                       |                      |
| Пісоцький Ілля Степанович           | Яворівський район        | Верблянський № 225            | машиніст ТЛ-40 колгоспу «Дружба» села Вербляни Яворівського р-ну                                                                         |                      |
| Плотницький Мар'ян Михайлович       | Яворівський район        | Яворівський № 234             | екскаваторник Яворівського районного об'єднання «Сільгосптехніка»                                                                        |                      |
| Полотнюк Дарія Дмитрівна            | місто Львів              | Ленінський № 3                | письменниця, голова Львівського відділення Спілки письменників України                                                                   |                      |
| Полудень Микола Петрович            | Яворівський район        | Добростанівський № 226        | начальник Управління Комітету державної безпеки при Раді Міністрів УРСР по Львівській області                                            |                      |
| Прокоф'єва Євдокія Федорівна        | місто Самбір             | Самбірський № 64              | швея Самбірської швейної фабрики |                      |
| Прус Галина Терентіївна             | Кам'янсько-Бузький район | Добротвірський № 127          | інженер Добротвірської ДРЕС Кам'янсько-Бузького району                                                                                   |                      |
| Пушка Юстина Остапівна              | Стрийський район         | Гірненський № 213             | ланкова колгоспу «Перемога» села Нижня Стинава Стрийського р-ну                                                                          |                      |
| Пушкар Ганна Іванівна               | Перемишлянський район    | Бібркський № 158              | головний лікар Бібркської лікарні № 2 Перемишлянського р-ну                                                                              |                      |
| Рибалка Григорій Леонтійович        | особливий округ          |                               | Львівський обласний військовий комісар                                                                                                   |                      |
| Рожак Степанія Степанівна           | Мостиський район         | Чернівський № 145             | агроном колгоспу «Комуніст» села Черневе Мостиського р-ну                                                                                |                      |
| Романів Роман Юрійович              | Турківський район        | Ісаївський № 221              | головний лікар Турківського районного протитуберкульозного диспансеру                                                                    |                      |
| Романів Софія Федорівна             | Дрогобицький район       | Меденицький № 100             | свинарка колгоспу «Маяк» села Летня Дрогобицького р-ну                                                                                   |                      |
| Романів Франка Іванівна             | Пустомитівський район    | Семенівський № 171            | ланкова колгоспу імені Кірова села Семенівка Пустомитівського р-ну                                                                       |                      |
| Руденко Олександр Олександрович     | Яворівський район        | Івано-Франківський № 227      | голова колгоспу імені Богдана Хмельницького села Поріччя Яворівського р-ну                                                               |                      |
| Рудик Степан Іларіонович            | Бродівський район        | Бродівський № 76              | голова Львівського обласного суду |                      |
| Савчин Марія Володимирівна          | Кам'янсько-Бузький район | Великоколодненський № 126     | ланкова колгоспу імені Жданова села Жовтанці Кам'янсько-Бузького району                                                                  |                      |
| Сало Ганна Йосипівна                | Нестеровський район      | Магерівський № 152            | ланкова колгоспу імені Енгельса села Лавриків Нестеровського району                                                                      |                      |
| Сахринь Софія Степанівна            | Пустомитівський район    | Давидівський № 167            | ланкова Давидівської птахофабрики села Давидів Пустомитівського р-ну                                                                     |                      |
| Сворень Катерина Петрівна           | місто Львів              | Шевченківський № 44           | сортувальниця Львівської склофірми «Райдуга»                                                                                             |                      |
| Святоцький Василь Олександрович     | місто Львів              | Залізничний № 33              | секретар Львівського міськкому КПУ |                      |
| Сегеда Микола Антонович             | Кам'янсько-Бузький район | Новояричівський № 129         | начальник Кам'янсько-Бузького районного виробничого управління сільського господарства                                                   |                      |
| Сенько Парасковія Михайлівна        | Нестеровський район      | Гійченський № 147             | ланкова колгоспу «Прогрес» села Забір'я Нестеровського р-ну                                                                              |                      |
| Сидор Володимир Іванович            | Золочівський район       | Золочівський № 118            | начальник Львівського обласного управління торгівлі                                                                                      |                      |
| Сидоров Георгій Захарович           | Миколаївський район      | Новороздольський № 136        | 1-й секретар Миколаївського райкому КПУ                                                                                                  |                      |
| Сікорський Борис Володимирович      | Пустомитівський район    | Сокільницький № 172           | голова Пустомитівського райвиконкому |                      |
| Сіра Олександра Корніївна           | місто Львів              | Ленінський № 7                | директор Львівської швейної фірми «Весна»                                                                                                |                      |
| Сливка Ганна Іванівна               | Старосамбірський район   | Добромильський № 204          | верстатниця Добромильського виробничого об'єднання меблевої промисловості Старосамбірського р-ну                                         |                      |
| Слюсаренко Віталій Андрійович       | місто Червоноград        | Червоноградський № 72         | 2-й секретар Львівського обкому КПУ |                      |
| Снісар Юрій Михайлович              | місто Львів              | Залізничний № 34              | машиніст електровоза локомотивного депо Львів-Захід Львівської залізниці                                                                 |                      |
| Собко Василь Кіндратович            | особливий округ          |                               | начальник 7-го Карпатського прикордонного загону Західного прикордонного округу КДБ, підполковник                                        |                      |
| Созанська Юстина Петрівна           | Старосамбірський район   | Скелівський № 210             | ланкова колгоспу імені ХХІ з'їзду КПРС село Торчиновичі Старосамбірського р-ну                                                           |                      |
| Стахів Михайло Федорович            | Кам'янсько-Бузький район | Стрептівський № 130           | голова Кам'янсько-Бузького райвиконкому                                                                                                  |                      |
| Стефаник Семен Васильович           | Старосамбірський район   | Стрілківський № 211           | голова Львівського облвиконкому |                      |
| Стойко Ганна Василівна              | Яворівський район        | Рясненський № 232             | бригадир комплексної бригади колгоспу імені 40-річчя Жовтня села Домажир Яворівського р-ну                                               |                      |
| Стороняк Іван Ілліч                 | місто Львів              | Шевченківський № 47           | завідувач Львівського обласного відділу соціального забезпечення                                                                         |                      |
| Стояновський Степан Васильович      | місто Львів              | Ленінський № 8                | ректор Львівського зооветеринарного інституту                                                                                            |                      |
| Стрієр Лейзер Вольфович             | Яворівський район        | Краковецький № 228            | завідувач Львівського обласного відділу комунального господарства                                                                        |                      |
| Стрільчук Михайло Прокопович        | місто Червоноград        | Червоноградський № 73         | бригадир мулярів будівельного управління № 61 тресту «Червонограджитлобуд»                                                               |                      |
| Ступницький Леонід Васильович       | Жидачівський район       | Ходорівський № 115            | редактор обласної газети «Вільна Україна»                                                                                                |                      |
| Таланова Іраїда Василівна           | місто Львів              | Шевченківський № 42           | начальник хімічної лабораторії Львівського механізованого склозаводу                                                                     |                      |
| Тарнавський Ілля Євстахійович       | Дрогобицький район       | Доброгостівський № 98         | голова Львівського обласного комітету народного контролю                                                                                 |                      |
| Телішевський Тимофій Дмитрович      | Самбірський район        | Бісковицький № 180            | 1-й заступник голови Львівського облвиконкому                                                                                            |                      |
| Телішевський Ярослав Дмитрович      | Нестеровський район      | Добросинський № 149           | голова колгоспу «Нове життя» села Добросин Нестеровського району                                                                         |                      |
| Тимчак Василь Матвійович            | Радехівський район       | Миколаївський № 176           | бригадир тракторної бригади колгоспу «Росія» села Миколаїв Радехівського р-ну                                                            |                      |
| Тібенко Михайло Панасович           | місто Червоноград        | Соснівський № 75              | голова Червоноградського міськвиконкому                                                                                                  |                      |
| Ткаченко Федір Павлович             | Сокальський район        | Жвирківський № 195            | начальник Львівського обласного управління охорони громадського порядку                                                                  |                      |
| Товкач Мирослав Павлович            | Сколівський район        | Орівський № 189               | голова Сколівського райвиконкому |                      |
| Товстяк Євстахій Григорович         | Самбірський район        | Корналовицький № 183          | завідувач майстернею колгоспу «17 Вересня» села Корналовичі Самбірського р-ну                                                            |                      |
| Труш Володимир Іванович             | Мостиський район         | Крукеницький № 140            | голова Крукеницької сільської ради Мостиського р-ну                                                                                      |                      |
| Тузяк Тарас Степанович              | місто Львів              | Залізничний № 29              | слюсар Львівського механічного заводу |                      |
| Угрин Марія Іллівна                 | Буський район            | Милятинський № 85             | бригадир городньої бригади колгоспу імені 30-річчя ВЛКСМ села Новосілки Буського р-ну                                                    |                      |
| Федик Ганна Іванівна                | Старосамбірський район   | Старосолянський № 209         | доярка Стрільбищенського відділка радгоспу «Старосамбірський» села Стрільбище Старосамбірського р-ну                                     |                      |
| Харченко Петро Данилович            | місто Борислав           | Бориславський № 54            | майстер по видобутку нафти і газу 4-го нафтопромислового управління «Бориславнафта»                                                      |                      |
| Хейлин Антоніна Данилівна           | Миколаївський район      | Димівський № 133              | вчителька Тернопільської середньої школи Миколаївського району                                                                           |                      |
| Хитрень Ольга Василівна             | Пустомитівський район    | Щирецький № 173               | ланкова колгоспу імені Калініна селища Щирець Пустомитівського р-ну                                                                      |                      |
| Хлопик Микола Васильович            | Дрогобицький район       | Рихтицький № 103              | бригадир тракторної бригади колгоспу імені Шевченка села Рихтичі Дрогобицького р-ну                                                      |                      |
| Хміль Марія Юріївна                 | Самбірський район        | Рудківський № 185             | ланкова колгоспу «Маяк» села Михайлевичі Самбірського р-ну                                                                               |                      |
| Царюк Микола Максимович             | місто Львів              | Шевченківський № 51           | директор Львівського заводу «Теплоконтроль»                                                                                              |                      |
| Цудна Степанія Михайлівна           | Перемишлянський район    | Свірзький № 162               | зоотехнік колгоспу «Нове життя» села Глібовичі Перемишлянського р-ну                                                                     |                      |
| Цьома Марія Олександрівна           | Сокальський район        | Острівський № 196             | доярка радгоспу «Шахтар» села Острів Сокальського р-ну                                                                                   |                      |
| Чепіль Ганна Володимирівна          | Миколаївський район      | Верхньодорожненський № 131    | ланкова колгоспу імені Чапаєва села Велика Горожанка Миколаївського району                                                               |                      |
| Чепурна Діна Орестівна              | місто Стрий              | Стрийський № 65               | приймальниця скловиробів Стрийського філіалу Львівської склофірми «Райдуга»                                                              |                      |
| Червінко Любомира Йосипівна         | місто Львів              | Шевченківський № 49           | фасувальниця Львівського хіміко-фармацевтичного заводу                                                                                   |                      |
| Черечон Олександра Іванівна         | Нестеровський район      | Підлісненський № 156          | ланкова колгоспу імені Карла Маркса села Надичі Нестеровського району                                                                    |                      |
| Чуб Григорій Васильович             | Перемишлянський район    | Перемишлянський № 161         | начальник Львівського обласного управління сільського господарства                                                                       |                      |
| Чуксіна Віра Денисівна              | місто Дрогобич           | Дрогобицький № 58             | оператор виробничого об'єднання «Дрогобичнафтопереробка»                                                                                 |                      |
| Шандра Марія Іванівна               | Городоцький район        | Керницький № 93               | завідувачка свиноферми колгоспу «Зоря» села Керниця Городоцького р-ну                                                                    |                      |
| Шаран Степан-Володимир Йосипович    | Миколаївський район      | Роздольський № 138            | токар рудника Роздольського гірничо-хімічного комбінату Миколаївського р-ну                                                              |                      |
| Шаранюк Ірина Василівна             | Жидачівський район       | Гніздичівський № 109          | пташниця Жидачівської міжколгоспної інкубаторно-птахівницької станції                                                                    |                      |
| Швець Марія Іванівна                | Мостиський район         | Судововишнянський № 143       | доярка колгоспу імені Дзержинського міста Судова Вишня Мостиського р-ну                                                                  |                      |
| Швець Федір Михайлович              | Бродівський район        | Ясенівський № 82              | бригадир тракторної бригади колгоспу імені Василя Стефаника села Ясенів Бродівського р-ну                                                |                      |
| Шелест Євгенія Василівна            | Золочівський район       | Єлиховичівський № 117         | агроном колгоспу імені Горького села Сасів Золочівського р-ну                                                                            |                      |
| Шеметун Данило Семенович            | Миколаївський район      | Гірський № 132                | начальник Львівського обласного управління водного господарства                                                                          |                      |
| Шишко Степанія Петрівна             | місто Дрогобич           | Дрогобицький № 60             | верстатниця Дрогобицького виробничого об'єднання деревообробної промисловості                                                            |                      |
| Шкаріна Марія Андріївна             | місто Львів              | Залізничний № 35              | робітниця гідрозаводу Львівської олійно-жирової фірми «Жовтень»                                                                          |                      |
| Шкварок Софія Юріївна               | Пустомитівський район    | Звенигородський № 168         | доярка колгоспу імені Шевченка села Звенигород Пустомитівського р-ну                                                                     |                      |
| Штанько Микола Дмитрович            | особливий округ          |                               | військовий |                      |
| Шуліка Федір Петрович               | Стрийський район         | Дідушицький № 215             | голова Стрийського райвиконкому |                      |
| Шуфан Марія Михайлівна              | Старосамбірський район   | Лютовиський № 205             | доярка колгоспу «Росія» села Лютовиська Старосамбірського р-ну                                                                           |                      |
| Юдіна Лідія Михайлівна              | Сколівський район        | Верхньосиньовидненський № 187 | вчителька Верхньосиньовидненської середньої школи Сколівського р-ну                                                                      |                      |
| Юр'єва Ніна Данилівна               | місто Львів              | Шевченківський № 40           | петельниця Львівської трикотажної фірми «Промінь»                                                                                        |                      |
| Юркевич Ганна Романівна             | Дрогобицький район       | Новокропивницький № 101       | ланкова радгоспу «Новокропивницький» села Новий Кропивник Дрогобицького р-ну                                                             |                      |
| Ягодзінський Аполлон Григорович     | місто Львів              | Залізничний № 30              | голова Львівського міськвиконкому |                      |
| Янишевський Василь Степанович       | місто Львів              | Залізничний № 27              | водій тролейбусного депо Львівського трамвайно-тролейбусного управління                                                                  |                      |
| Янишин Марія Йосипівна              | Мостиський район         | Мостиський № 141              | лікар Мостиської районної лікарні |                      |
| Ярмола Іван Михайлович              | Сокальський район        | Селецький № 198               | шофер колгоспу імені Дзержинського села Селець Сокальського р-ну                                                                         |                      |
| Ясінський Омелян Михайлович         | Турківський район        | Боринський № 219              | голова колгоспу імені Свердлова села Верхнє Турківського р-ну                                                                            |                      |
| Яськів Марія Франківна              | Жидачівський район       | Подорожненський № 114         | доярка колгоспу імені 1 Травня села Облазниця Жидачівського р-ну                                                                         |                      |
| Панченко Петро Пантелеймонович      | місто Львів              | Залізничний № 28              | завідувач відділу організаційно-партійної роботи Львівського обкому КПУ                                                                  | дообраний 17.12.1967 |

27 березня 1967 року відбулася 1-а сесія Львівської обласної ради депутатів трудящих 11-го скликання. Головою облвиконкому обраний Стефаник Семен Васильович, 1-м заступником голови — Телішевський Тимофій Дмитрович, заступниками голови: Гнидюк Микола Якимович, Джугало Володимир Федорович, Петрушко Владислав Іванович. Секретарем облвиконкому обрана Кушнєрова Олександра Василівна.
Обрано виконком Львівської обласної ради 11-го скликання у складі 15 чоловік: Стефаник Семен Васильович — голова облвиконкому; Телішевський Тимофій Дмитрович — 1-й заступник голови облвиконкому; Гнидюк Микола Якимович — заступник голови облвиконкому; Джугало Володимир Федорович — заступник голови облвиконкому; Петрушко Владислав Іванович — заступник голови облвиконкому; Кушнєрова Олександра Василівна — секретар облвиконкому; Куцевол Василь Степанович — 1-й секретар Львівського обкому КПУ; Кузнецов Костянтин Дмитрович — завідувач Львівського обласного фінансового відділу; Лінник Зоя Архипівна — голова Львівської обласної планової комісії; Тарнавський Ілля Євстахійович — голова Львівського обласного комітету народного контролю; Ткаченко Федір Павлович — начальник Львівського обласного управління охорони громадського порядку; Чуб Григорій Васильович — начальник Львівського обласного управління сільського господарства; Ягодзінський Аполлон Григорович — голова Львівського міськвиконкому; Шелест Євгенія Василівна — агроном колгоспу імені Горького села Сасів Золочівського р-ну; Павлів Петро Іванович — бригадир бригади комуністичної праці Львівського автобусного заводу.